# Bunny Berigan
Bunny Berigan (Hilbert, 1908. november 2. – New York, 1942. június 2.) amerikai dzsessztrombitás, énekes, zenekarvezető. Roland Bernard „Bunny” Berigan swing-korszakban vált ismertté. Karrierjét az alkoholizmus alaposan lerövidítette, és 33 éves korában, májzsugor következtében korai halálával ért véget. Berigan leginkább virtuóz trombitajátékával vált ismertté. 1937-ben készült klasszikussá vált  felvétele, az I Can't Get Started. 1975-ben bekerült a Grammy Hírességek Csarnokába.

## Pályakép
Berigan zenei csodagyerek volt. Hamar megtanult hegedülni és trombitálni is. Helyi zenekarok után az 1920-as évek végén jelentkezett Hal Kemp zenekarába. Elsőre elutasították, de 1930 közepén a második pályázata sikeres volt. Berigan elkészítette első felvételeit Kemppel, és zenekarukkal részt vett egy angliai turnén.
1931-től stúdiózenészként is egyre keresettebb volt, Fred Rich, Freddy Martin és Ben Selvin együtteseiben játszott.
1932 végétől 1933-ig Paul Whiteman zenekarának tagja volt, 1934-ben pedig Abe Lymannel játszott. A következő évben számos felvételen és rádióadásban vett részt olyan ismert zenekarok vendégeként, mint a Dorsey Brothers Orchestra és Glenn Miller zenekara. Berigan Benny Goodman big bandjával is turnézott, ezt követőee Tommy Dorsey-val dolgozott.
1937-ben felvette az „I Can't Get Started” című − örökzölddé vált − Vernon Duke-darabot.
Létrehozta saját big bandjét, amely a Brunswick Records, a Vocalion Records, Inc., az RCA Victor és a Decca Records számos felvétele ellenére sem volt pénzügyileg sikeres. Ezért 1940-ben fizetésképtelensége miatt fel kellett számolnia. Ennek ellenére 1937-ben sikerült összesen 13 találatot elérni a Billboardnál.
Berigan zenekarában számos ismert zenész játszott, köztük Georgie Auld, Dave Barbour, Joe Bushkin, Cozy Cole, Ray Conniff, Bud Freeman, Vido Musso, Buddy Rich, Edgar Sampson, Hymie Schertzer, Graham Forbes, George Wettling, Dave Tough. 1940-ben Lee Wiley énekessel készültek lemezfelvételek.
Tommy Dorsey együttesével 1940-ben szólistájuk volt a fiatal Frank Sinatra stúdiófelvételeinek egy sora.
Ez idő tájt az egészségügyi problémái egyre szembetűnőbbé váltak, elsősorban a túlzott alkoholfogyasztás miatt. 1942 tavaszán tüdőgyulladással kórházba került Pittsburghben, ahol előrehaladott májzsugort is diagnosztizáltak nála. Figyelmen kívül hagyta az orvosok tanácsát, hogy hagyja abba az ivást és a trombitálást. Visszament New Yorkba, ahol súlyos belső vérzés következtében meghalt.
Bix Beiderbecke-hez hasonlóan − aki nagy hatással volt rá – Bunny Berigan a dzsessz egyik tragikus alakja, aki korai halálával legendává vált. Maga Berigan mindig Louis Armstrongot emlegette legnagyobb példaképének. Berigant is nagyon nagy hangterjedelem és a virtuóz játék jellemezte. Más jelentős jazztrombitásokhoz képest Berigan a trombita szokatlanul alacsony regiszterekben történő lírai játékának is mestere volt. Bobby Hacketthez hasonlóan Miles Davis vagy Chet Baker modern, balladaszerű játékstílusának is egyik úttörője volt.

## Albumok
- The Complete Brunswick, Parlophone and Vocalion Bunny Berigan Sessions, 1931-1935
- The Pied Piper (1934-1940)
- Bunny berigan and His Boys (1935-1936)
- Bunny Berigan and the Original Dixieland Jazz Band (radio-opnames; 1936)
- Sing! Sing! Sing! volume 1 (Bunny Berigan and the Rhythm makers; 1936-1938)
- Bunny Berigan and His Orchestra, 1937-1938
- Classic Tracks (1937-1939)
- Bunny Berigan Plays Again
- Bunny Berigan Plays Bix (songs of Bix Beiderbecke)

## Díjak
- 1975: Grammy Hall of Fame

## Fordítás
Ez a szócikk részben vagy egészben  a   Bunny Berigan című német Wikipédia-szócikk ezen változatának fordításán alapul.  Az eredeti cikk szerkesztőit annak laptörténete sorolja fel. Ez a jelzés csupán a megfogalmazás eredetét és a szerzői jogokat jelzi, nem szolgál a cikkben szereplő információk forrásmegjelöléseként.